# Bodas de sangre
Bodas de sangre es una tragedia en verso y en prosa del escritor español Federico García Lorca, escrita en el año 1931. Se estrenó el 8 de marzo de 1933 en el Teatro Beatriz de Madrid por la Compañía de Josefina Díaz y Manuel Collado y escenografía de Santiago Ontañón. En 1938 fue llevada al cine por Edmundo Guibourg, con Margarita Xirgu como protagonista.

## Historia y argumento
Es una producción poética y teatral que se centra en el análisis de un sentimiento trágico. Desde lo antiguo y lo moderno, en la manera de ver la tragedia. Todo ello enmarcado en un paisaje andaluz trágico y universal a través de sentimientos que expresan cada uno de los personajes.
El tema principal tratado en este gran drama es la vida y la muerte. Pero de un modo arcano y ancestral, en la que figuran mitos, leyenda y paisajes que introducen al lector en un mundo de sombrías pasiones que derivan en los celos, la persecución y en el trágico final: la muerte. El amor se destaca como la única fuerza que puede vencerla.
La obra recoge las costumbres de la tierra del autor, que aún perduran. Todo ello a partir de objetos simbólicos que anuncian la tragedia. Es constante en la obra lorquiana la obsesión por el puñal, el cuchillo y la navaja, que en Bodas de sangre atraen la fascinación y, a la vez, presagian la muerte. Además de los elementos naturales que también se destacan, como la luna .
Los acontecimientos trágicos y reales en los que podría basarse la obra de Lorca se produjeron el 22 de julio de 1928 en el Cortijo del Fraile (en Níjar, de la provincia de Almería). Lorca los conoció por la prensa, si bien la escritora y activista almeriense Carmen de Burgos, originaria de Níjar, ya había escrito una novela corta sobre el suceso anterior a Bodas de sangre, llamada Puñal de claveles, que fue también inspiración para el autor granadino. Este hecho histórico vincula a dos personajes reconocidos del pueblo, Paquita la coja y su primo.
Bodas de sangre es la primera obra de las que posteriormente fueron llamadas "tragedias rurales", junto con Yerma (1934) y La casa de Bernarda Alba (1936) debido a su temática en común sobre el campo andaluz.

## Personajes

### Principales
- El novio: Un poco ingenuo, pero a la vez sumamente apasionado. No está dispuesto a que le quiten a quien ama, a su novia, y en esta misma pasión encuentra su amor ideal.
- La novia: Mujer impulsiva, apasionada e indecisa. Dice ser arrastrada por una fuerza, para escaparse con Leonardo, o para que no la tachen de impura.
- Leonardo: Apasionado, vigoroso, profundamente enamorado de la chica que no le conviene. No se avergonzó en abandonar a su mujer ni a su hijo para escaparse con la Novia. Está casado con la prima de la novia, lo que de cierta forma le priva y a su vez aumenta su deseo.
- La madre: Aparece durante toda la obra y aporta información necesaria para su comprensión. Mujer luchadora de carácter fuerte y apegada a la tierra. Se opone al uso de armas, ya que por causa de estas perdió a su otro hijo y a su esposo en una pelea.

### Secundarios
- La esposa de Leonardo: Entiende perfectamente el afán de su esposo por su prima. Trata de evitarlo como puede, sin éxito.
- La Luna: Aparece en la escena del bosque, la más poética de la obra, como un leñador joven con la cara blanca. A través de la iluminación que otorga (elemento teatral que es enfatizado varias veces por las acotaciones de la obra, en las que se menciona la intensa luz azulada que se debe proyectar cuando el personaje aparece), desempeña un rol de "ayudante de la muerte", pues interviene en el final trágico de los dos hombres.
- La Muerte: También aparece en el bosque como una mendiga, descalza y totalmente cubierta por tenues paños verdeoscuros. Este personaje no figura en el reparto. Acompaña al Novio en busca de Leonardo y la Novia. Llega al funeral de Leonardo y el Novio.
- El padre de la novia: Hombre anciano que quiere mucho a su hija tanto como la conoce. Él sabe que ella piensa en Leonardo y no en su novio, pero quiere juntar los patrimonios de ambas familias y tener nietos que trabajen las tierras.
- La criada: Ayuda directamente a la familia de la novia en tareas, además de intentar llevar a la novia por el buen camino sin resultado.

## Símbolos
- El caballo: Comúnmente simboliza virilidad, masculinidad. Probablemente la mención más significativa de este símbolo se encuentra en la nana que cantan La Suegra y La Mujer en el segundo cuadro del primer acto. En este, mediante el uso del caballo, se crea una ironía trágica que arruina el desenlace fatal de la obra.
- La luna: La luna es un elemento recurrente en la obra de García Lorca, simbolizando en la mayoría de las veces la muerte. Ejemplo de esto es el "Romance de la Luna, Luna", que figura en el Romancero Gitano. En Bodas de sangre no solo está asociada con la muerte, sino que se vincula directamente con la violencia y el correr de sangre que esta implica.
- Cuchillo: Muerte y amenaza.
- La Mendiga: Muerte.
- La corona de azahar: Simboliza el compromiso y la honra.

## Primera edición en libro
Debido al gran éxito de su puesta en escena, esta fue la única obra de teatro de Federico García Lorca publicada en formato de libro en vida del autor:
Bodas de sangre. Tragedia en tres actos y siete cuadros. Madrid: revista Cruz y Raya – Editorial El Árbol, 1935 (en el colofón lleva fecha de 1936). Edición en 4.º menor (23 cm.), cubierta con solapas. 125 pgs. + 1 h. Primera edición limitada a 1100 ejemplares. Se puede consultar un facsímil en la Biblioteca Digital Hispánica.

## Principales versiones escénicas

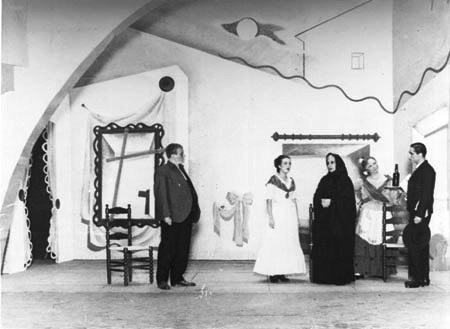
Bodas de sangre, Teatro Principal Palace. Barcelona, 22 de noviembre de 1935. Decorados y figurines de José Caballero. Dirección escénica de Cipriano Rivas Cherif. De izquierda a derecha: Enrique Diosdado, Julia Pacheco, Margarita Xirgu, Amelia de la Torre y José Cañizares

Además de las puestas en escena originales de Josefina Díaz, Lola Membrives y Margarita Xirgu (en Barcelona), pueden citarse, cronológicamente: 
- Bodas de sangre, ópera de Juan José Castro[4] estrenada en el Teatro Colón de Buenos Aires, 1956.
- Crónica del suceso de bodas de sangre, título original del ballet conocido como Bodas de sangre del bailarín y coreógrafo español Antonio Gades. Fue estrenado en Roma en 1974 y llevado al cine en 1981, en colaboración con Carlos Saura.
- La Boda de Sangre AfroCaribeña (2015) versión escénico-musical de Marvin Huise, estrenada por el Teatro Negro de Barlovento, en la Sala "Juana Sujo" de la Casa del Artista, en el marco del IV Festival de Teatro de Caracas.

## Filmografía
- Bodas de sangre, película de Argentina dirigida en 1938 por Edmundo Guibourg con Margarita Xirgu y Pedro López Lagar, música de Juan José Castro.
- Bodas de sangre, película marroquí dirigida en 1977 por Souheil Ben-Barka.
- Bodas de sangre, musical cinematográfico dirigido en 1981 por Carlos Saura a partir del ballet de Antonio Gades.
- La novia, adaptación de Paula Ortiz protagonizada por Inma Cuesta, Álex García, Asier Etxeandía, Luisa Gavasa (Goya a Mejor actriz de reparto) y Leticia Dolera.

## Obras musicales inspiradas en Bodas de Sangre
- 1956 – Bodas de sangre – ópera de Juan José Castro
- 1957 – Bluthochzeit  ópera de Wolfgang Fortner
- 1964 – Vérnász – ópera de Sándor Szokolay
- 1992 – Blood Wedding, ópera de Nicola LeFanu
- 2022 – Bodas de Sangre, poema sinfónico de León Durán[5]